# Meristogenys penrissenensis
Meristogenys penrissenensis é uma espécie de anfíbio anuro da família Ranidae. Está presente em Malásia. A UICN classificou-a como pouco preocupante.